# 三別抄
三別抄（さんべつしょう、朝：삼별초）は、高麗王朝の軍事組織。崔氏政権（武臣政権）において、林衍（イム・ヨン）ら時々の実権を握った者の私兵として、しばしば政敵の暗殺や現代でいう所のクーデターのための武力として用いられた。後に、高麗のモンゴル軍の襲撃に際しては事実上の国軍に発展したとも言われる。

## 別抄とは
「別抄」とは、別に組織された国内の反乱鎮圧などのための臨時編成される組織である。騎馬部隊である「馬別抄」と、夜間の巡察警戒のための「夜別抄」が、崔氏政権のもとで組織が拡大されるとともに、続発する反乱により半ば常備軍化したことで、左別抄・右別抄の2部隊となり、のちにモンゴルの捕虜から脱出した人員による「神義別抄（神義軍）」を加えて「三別抄」と呼称されるようになった。

## 三別抄の乱
朝鮮半島で936年に成立した高麗は中華諸王朝の冊封を受けていたが、北方のモンゴル系遊牧民や契丹などの強大化した諸民族が高麗へ侵攻するなど、辺境防備に悩まされていた。高麗は当初、侵攻に抵抗したが後に屈し、契丹や女真族の金朝に対して入朝を行う。高麗では科挙制度の導入など国家体制を確立させて対抗を図るが、文臣だけを優待したため、不満を持った武臣たちによる政変が発生した。これを武臣政変といい、以後の高麗は武臣政権が統治するようになる。そして1196年には、武臣の崔忠献（チェ・チュンホン）が同じ武臣である李義旼（イ・ウィミン）を殺害し、高麗の実権を握った。
崔忠献は自らの権力基盤を安定化させるために王権を弱体化させ、宿衛機関である都房（トバン）を組織して崔氏独裁体制を成立させる。次代の崔瑀（チェ・ウ）は、騎馬部隊である馬別抄と夜間の巡察警戒のための夜別抄を組織した。これらの組織が統合され三別抄になる。三別抄は崔氏政権を維持するための私兵組織であったが、崩壊していた高麗の軍事制度に変わって事実上の国軍と化していくことになった。
モンゴルの諸民族を統一して成立したモンゴル帝国（1271年にクビライによって国号を大元とした）は、1219年に高麗と同盟を結ぶが、モンゴルが高麗に貢納の要求などをしたことで両国の関係が悪化し、1231年に第一次高麗侵攻が開始された。高麗軍は各地で苦戦を強いられ、1232年には開城を放棄し、漢江河口の江華島への遷都を余儀なくされる。その後もモンゴルによる断続的な侵攻が行われて高麗は衰退の一途をたどる中、金俊（キム・ジュン）を主体に崔氏政権に対するクーデターが勃発、1258年に崔氏政権は滅亡する。この時、金俊に協力してクーデターの主力を担ったのは三別抄の朴希実らであった。
政権奪取後、金俊はモンゴルに降伏したが、崔氏に続く武臣政権の傀儡となった高麗王元宗は林衍ら文臣と手を結び、金俊からの政権剥奪を画策、1268年に三別抄を取り込んで金俊を暗殺した。
しかし、林衍らは実権の掌握を企図して元宗と対立、1269年には高麗王元宗を廃して政権を掌握した。元宗およびその世子の王諶（後の忠烈王）の要請を請けたモンゴルは林衍討伐のため進軍し、林衍は三別抄を動員して抵抗するが、その最中に急死した。1270年5月に林衍の子の林惟茂（イム・ユム）らが国王側に雇われた三別抄によって暗殺され、ここに高麗王朝に実権を握り続けてきた武臣政権は崩壊した。
モンゴルの支援を受けた元宗は江華島から開城へ戻り、武臣政権の私兵集団として国内騒擾の元凶ともなってきた三別抄に対しては解散を命じた。これに対して、三別抄の裴仲孫（ペ・チュンソン）・夜別抄の盧永禧らは宗室の承化侯王温（中国版）を推戴し、江華島を本拠に自立した。
6月、三別抄政権は西南の珍島に移り、抗戦の準備を進めるとともに、全羅南道や慶尚南道に勢力を拡大していった。この間、1271年には日本の鎌倉幕府へ救援を求めたが、朝廷からも鎌倉幕府からも黙殺されている。しかし、2月にモンゴルから降服を求められた際には、「軍を引き上げてください。そうすれば服従いたします。蒙古の将軍忻都が願いを聞いてくれません。私たちに全羅道をくだされば、蒙古朝廷に直接したがいます」と返書をしたように、主要指導者である裴仲孫自身が、全羅道を領土としてモンゴルに隷属することを画策するなど、内部の権力闘争が表面化するようになり、自ら弱体化を招くことになった。
また、モンゴルからすれば高麗王朝に度々反乱を起こした忠誠の疑わしい三別抄による武臣政権よりも、忠誠の篤い高麗王朝自身による朝鮮の間接統治を望んだために、降服条件は折り合うこともなかった。この結果、1271年中に、珍島の三別抄は高麗の金方慶（キム・バンギョン）・洪茶丘（ホン・タグ）らモンゴルの連合軍に撃破され、残党が金通精（キム・トンジョン）に率いられて耽羅（済州島）に落ち延びて命脈を保つが、1273年には耽羅島も攻め落とされて三別抄の乱は完全に鎮圧、三別抄の歴史も閉じることになる。三別抄の壊滅と同時にモンゴルは耽羅総管府を設置、ここにモンゴルによる高麗の征服事業は完了した。

## 三別抄のその後について
20世紀後半に、沖縄県浦添市にある琉球王国時代の王墓、浦添ようどれで高麗瓦が発掘された。この瓦の文様は、三別抄が珍島に造営した龍蔵城跡から出土した瓦の文様と類似している。浦添ようどれの瓦には「癸酉年高麗瓦匠造」という刻印があるが、癸酉年は1153年、1273年、1333年、1393年などが該当する。国士舘大学教授の戸田有二は、これが1273年だとすれば、三別抄が済州島で滅ぼされた年と同一であるため、三別抄の生き残りの人々が沖縄に逃避してきたのではと推測している。その時代、徳之島には既に高麗陶工が入りカムィ焼の生産に従事していた事が確実視され、浦添ようどれが最初の琉球王国の王統を築いた英祖によって咸淳年間（1265年～1274年）に造営されたとする『琉球国由来記』の記述とも年代としては一致する。